# Безрукова Марина Володимирівна
Безрукова Марина Володимирівна (нар. 27 липня 1978, Київ, УРСР) — директор Агенції оборонних закупівель, ексчлен правління ПрАТ «НЕК Укренерго».

## Життєпис

### Освіта
У 2000 році закінчила КНУ ім. Шевченка (магістр фінансів) та 2007 року стала спеціалістом із права. 2020 році закінчила Київську школу економіки, де отримала ступінь магістра з бізнес-адміністрування (МВА).

### Професійний досвід
З січня 2017 року почала роботу в Укренерго як начальник відділу дослідження ринків цін та постачальників товарів і послуг. З листопада 2017 очолила відділ дослідження ринків та контролю вартості.
Пройшла шлях до директора із закупівель ВП «Укренергосервіс» ДП «НЕК „Укренерго“» (серпень 2018 — жовтень 2018), пізніше директора з управління ланцюгами поставок ДП «НЕК „Укренерго“» (жовтень 2018 — серпень 2019).
У серпні 2019 увійшла до складу правління ПрАТ «НЕК „Укренерго“» та з серпня 2023 по січень 2024 за сумісництвом була директором з цифрової трансформації. У компанії запровадила сучасну політику закупівель, засновану на принципах прозорості, ефективності та розподілу повноважень.
У лютому 2024 очолила «Агенцію оборонних закупівель» при Міністерстві оборони України, яке відповідає за закупівлі озброєнь, боєприпасів та військової техніки для ЗСУ. У січні 2025 року Наглядова рада Агентства оборонних закупівель (АОЗ) продовжилаконтракт із Безруковою на рік.

## Особисте життя
Виховує трьох дітей[джерело?].